# Jacques Rancière
Jacques Rancière, född 10 juni 1940 i Alger, är en fransk filosof, professor i filosofi vid European Graduate School i Saas-Fee och professor i filosofi vid Paris universitet (St. Denis). Han uppmärksammades först för boken Att läsa Kapitalet (1968), skriven tillsammans med den marxistiske strukturalisten och filosofen Louis Althusser.

## Liv och arbete
Rancière deltog i arbetet med den inflytelserika boken Att läsa Kapitalet, innan den offentliga brytningen med Althusser på grund av den senares attityd till majrevolten i Paris 1968. Rancière ansåg att både sin egen och Althussers teoretiska hållning inte lämnade tillräckligt utrymme för spontana uppror. Han menar att deras försök att skilja på politik och ideologi gav de intellektuella en dominerade position och antydde att de sociala aktörerna själva i grunden är omedvetna om sin situation.
Efter det har Rancière tagit en annan väg än Althusser och publicerat en serie arbeten som undersöker de begrepp som utgör grunden för den politiska erfarenheten, diskursen, om exempelvis politik, ideologi och proletariat. Han försökte ta sig an frågan om huruvida arbetarklassen fortfarande existerar och hur massan av arbetare som tänkare som Althusser refererade till kontinuerligt går in i en relation till kunskap, i synnerhet gränsen för filosofens kunskap om proletariatet. Ett exempel på det här sättet att tänka är Rancières bok Le philosophe et ses pauvres, en bok som handlar om den fattiges roll i filosofers intellektuella liv.
I boken Hatet mot demokratin beskriver Rancière hur demokratin och idé om jämlikhet sedan 1970-talet fått bära skulden för allt fler av samhällets samhällsproblem och civilisationens kris.
På senare tid har Rancière skrivit om mänskliga rättigheter och mer specifikt internationella organisationers roll i att kräva rätten att bestämma vilka grupper — återigen problemet med massor — som rättfärdigar interventioner med mänskliga rättigheter som motiv, eller till och med krig.